# علی‌مرده
علی‌مرده(به کردی: عەلی مەردە، Elîmerde) روستایی از توابع بخش زیویه در شهرستان سقز است که در استان کردستان ایران قرار دارد.

## جمعیت
این روستا در دهستان تیلکوه واقع شده و براساس سرشماری سال ۱۳۸۵، جمعیت آن ۱۳۶ نفر (۲۵ خانوار) بوده‌است.